# Радченко (Ростовская область)
Ра́дченко (Радченков) — упразднённый хутор в Миллеровском районе Ростовской области.

## Географическое положение
Хутор Радченко располагался на левом берегу реки Полная (левого притока Северского Донца), напротив хуторов Николаевка и Кучеренко, в 3 км к северу от хутора Александровский, в 7 км от слободы Мальчевско-Полненская, в 5 км к югу от хутора Венделеевка и в 6 км — от Туриловки, в 4 км к юго-западу от хутора Гетманов, в 19 км к югу от центра города Миллерово, в 10,5 км к юго-востоку от хутора Новая Деревня, в 12 км к юго-западу от станицы Мальчевская.

## История
Основан в 1888 году переселенцами из Харьковской губернии. По данным переписи населения Российской империи 1897 года — поселение на частно-владельческих землях в Мальчевско-Полненской волости Донецкого округа Области Войска Донского; в третьем заседательском участке. В то время в хуторе было 8 дворов (хозяйств), его население составляло 63 человека (35 мужчин и 28 женщин), все жители были крестьянами украинской национальности, переселенцами из других губерний.
По данным на 1915 год Радченко (он же Поляковское товарищество) был хутором на частно-владельческой земле. В нём было 8 дворов и 85 жителей (40 мужчин и 45 женщин). Хутор относился к Донецко-Тарасовскому благочинию, 4-му судебно-следственному участку Новочеркасского окружного суда, 3-му Ольхово-Рогскому медицинскому участку. Жители хутора владели 318 десятинами земли. Ближайшая к хутору земская почтовая станция располагалась в слободе Мальчевско-Полненской в 7 вёрстах, ближайшая железнодорожная станция — в станице Мальчевской в 12 вёрстах.
С образованием в ноябре 1924 года Туриловского сельсовета хутор Радченко вошёл в его состав. По данным Всесоюзной переписи населения 1926 года хутор Радченков административно-территориально относился к Донецкому округу Мальчевско-Полненского района Северо-Кавказского края РСФСР. В хуторе было 22 двора, его население составляло 155 человек (76 мужчин и 79 женщин); 96 % — украинцы. В 1933 году, с образованием Мальчевского района Ростовской области РСФСР, хутор Радченко вошёл в его состав. С 1965 года — в Миллеровском районе Ростовской области.
В феврале 1973 года хутор Радченко был присоединён к хутору Николаевка Миллеровского района.

## Религия
До 1912 года жители хутора Радченко относились к приходу Николаевской церкви в слободе Мальчевско-Полненской. После открытия в 1912 году церкви в посёлке Туриловка, перешли в приход Туриловской церкви.